# Annebergs tändsticksfabrik
Annebergs tändsticksfabrik var ett industriföretag i Anneberg i Småland.
Fanjunkaren August Kullberg vid Smålands husarer i Eksjö förvärvade 1849 Stora Knapparps gård. På granngården Pilabos ägor fanns en kvarn och vattenfall, där Kullberg startade tillverkning av stärkelse, ättika och konstgjorda kaffebönor. År 1867 påbörjade han hantverksmässig tändstickstillverkning med svarvar för att svarva fanér av aspkubbar och en hackelsemaskin för att tillverka stickorna. Stickorna buntades och doppades i smält svavel och sist doppades topparna i en fosforsats. 
Åren 1870-1871 uppfördes fabrikslokaler i två våningar vid Pilabo kvarn vid Svartån. I nedervåningen gjordes stickorna och i ovanvåningen impregnerades de och fick tändsats. Askar för inpackning av tändstickor tillverkades som hemindustri. Ledningen för fabriken övertogs 1873 av August Kullbergs äldste son August Fredrik Kullberg. Han övertog företaget 1874 i kompanjonskap med göteborgsköpmannen Daniel Heyman. Efter några år övertogs ledningen av Heyman, medan Kullberg inköpte aspvirke och öppnade egen grosshandelsrörelse, vilken flyttade till Katrineholm 1878.
Annebergs tändsticksfabrik köptes 1896 av Fredrik Löwenadler (född 1858) i Trummer & Co i London, varefter företaget expanderade och den smalspåriga järnvägen Anneberg–Ormaryds Järnväg till Ormaryd anlades 1909.  
År 1903 bildades Jönköpings och Vulcans Tändsticksfabriks AB av Annebergsfabriken och sex andra svenska tändstickstillverkare. Vid första världskrigets utbrott exporterade Anneberg hela sin tillverkning. År 1917 grundades Svenska Tändsticks AB (STAB) av Ivar Kreuger genom sammanslagning av AB Förenade Svenska Tändsticksfabrikerna och Jönköpings och Vulcans Tändsticksfabriks AB.
Som mest, omkring 1928, var 550 arbetare anställda vid Annebergs tändsticksfabrik. Efter Kreugerkraschen gick verksamheten kraftigt tillbaka. Vid midsommar 1934 avskedades 200 arbetare och de återstående 200 fick gå vid fabrikens nedläggning vid årets utgång. 
År 1937 startade STAB tillverkning av vaxduk inom den nybildade Svenska Vaxduksfabriken i lokalerna.